# Regreso a La Esperanza
Regreso a La Esperanza es una telenovela realizada por  RTI Televisión  y Audiovisuales  transmitida por el Canal 1 en 2003.

## Sinopsis
La historia, basada en los reportajes de la periodista de Semana Juanita León, se desarrolla en La Esperanza, un pueblo en plena zona roja, en el que diversos grupos armados (paras, guerrilla y fuerzas militares) tratan de tener el control. Juan (interpretado por César Navarro), un pianista que tenía la posibilidad de viajar al exterior con una beca vuelve al pueblo ante las amenazas de las que son víctimas sus padres. Paula (Genoveva Caro), su novia, consigue hacer el rural en ese mismo lugar con tal de no dejarlo solo y debe enfrentarse con Alba (Liliana Lozano), la antigua enamorada.
La telenovela se estrenó el 12 de agosto de 2003 a las 8:30 de la noche. 

## Elenco
- Genoveva Caro - Paula
- Alex Rodríguez - Andrés
- César Navarro - Juan
- Liliana Lozano - Alba
- Maria Claudia Torres - Cecilia
- Aldemar Correa

## Producción

### Filmación
Las grabaciones se iniciaron el 23 de junio de 2003, y finalizaron el 9 de enero de 2004.
- Datos: Q28836117